# Gippsicola raleighi
Gippsicola raleighi är en spindelart som beskrevs av Henry Roughton Hogg 1900. Gippsicola raleighi ingår i släktet Gippsicola och familjen sexögonspindlar.
Artens utbredningsområde är Victoria, Australien. Inga underarter finns listade i Catalogue of Life.